# مورنو آرژنتین
مورنو آرژنتین (ایتالیایی: Moreno Argentin؛ زادهٔ ۱۷ دسامبر ۱۹۶۰) دوچرخه‌سوار اهل ایتالیا است.
وی در مسابقات کشوری و بین‌المللی در مجموع برندهٔ ۱ مدال طلا، ۱ مدال نقره، ۱ مدال برنز شده‌است.